# Macropsis gigas
Macropsis gigas är en insektsart som beskrevs av Rauno E. Linnavuori 1978. Macropsis gigas ingår i släktet Macropsis och familjen dvärgstritar. Inga underarter finns listade i Catalogue of Life.